# راينا راب
راينا راب (الاسم المستعار راينا ر. رايتر ) أستاذة ورئيسة مشاركة لعلم الأنثروبولوجيا في جامعة نيويورك، متخصصة في النوع الاجتماعي والصحة؛ وسياسات الإنجاب؛ والعلوم والتكنولوجيا وعلم الوراثة؛ والإعاقة في الولايات المتحدة وأوروبا. وقد ساهمت بأكثر من 80 عملاً منشورًا في مجال الأنثروبولوجيا، بشكل مستقل، كمؤلفة مشاركة ومحررة وكاتبة مقدمة، بما في ذلك كتاب روبي ديفيس فلويد وكارولين سارجنت " الولادة والمعرفة الموثوقة". وقد حصل كتابها الصادر عام 1999، "اختبار النساء، اختبار الجنين: التأثير الاجتماعي لبزل السلى في أمريكا"، على جوائز متعددة عند إصداره وأشيد به لتقديمه "رؤى لا تقدر بثمن حول الجيل الأول من النساء اللاتي كان عليهن أن يقررن ما إذا كان ينبغي إنهاء حملهن أم لا على أساس نتيجة بزل السلى". شاركت في تأليف العديد من المقالات مع فاي جينسبيرج، بما في ذلك تمكين الإعاقة: إعادة كتابة القرابة، وإعادة تصور المواطنة، وهو موضوع استمر الثنائي في البحث فيه.

## التعليم والمهنة
حصلت راب على درجة الدكتوراه من جامعة ميشيغان عام 1973 بعد إكمال درجة البكالوريوس (مع مرتبة الشرف) ودرجة الماجستير من عام 1964 إلى عام 1969، كل منهما في علم الأنثروبولوجيا. بعد حصولها على درجة الدكتوراه، واصلت راب مسيرتها الأكاديمية في كلية نيو سكول للبحوث الاجتماعية من عام 1973 إلى عام 1998، حيث ترأست قسم الأنثروبولوجيا وأسست وترأست برنامج الدراسات العليا في دراسات النوع الاجتماعي والنظرية النسوية. نشرت كتاب اختبار النساء، اختبار النساء في عام 1999 بعد خمسة عشر عامًا من العمل الميداني خلال فترة وجودها هناك. في عام 2001، أصبحت راب أستاذة في علم الأنثروبولوجيا في جامعة نيويورك، وحصلت على منصب الرئيس المشارك للقسم في عام 2010. عملت في المجلس التنفيذي للجمعية الأنثروبولوجية الأمريكية من عام 2012 إلى عام 2015.
تحدثت راب في العديد من الجامعات والمؤتمرات في جميع أنحاء الولايات المتحدة وأوروبا، بما في ذلك جامعة تكساس في أوستن، وجامعة كنتاكي، ومركز ماكلين لأخلاقيات الطب السريري.
كما عملت راب أيضًا كمرشدة ومستشارة لعالمتي الأنثروبولوجيا النسويتين خيرا بريدجز وإليز أنديا.
تعتقد راب أن "هناك فجوة متزايدة الاتساع بين الأحلام الطبية العلمية المثالية للكمال البشري وفهم الجمهور للتنوع البشري وإعاقته". وقد أثمر عملها في كل من علم الوراثة والتكاثر عن أبحاث مكثفة في تقنيات التكاثر المتعددة، بما في ذلك بزل السلى واختبارات التشخيص قبل الولادة غير الجراحية. وتؤكد راب على "الفوائد والأعباء الطبقية والجنسانية العالية" التي تحملها هذه الأنواع من التقنيات، والجمهور الذي تُسوّق له  وسّعت راب هذا العمل لدراسة كيفية تقاطع الإعاقة البشرية مع التحيز والتنوع و"التمييز القائم على الخلفيات العرقية والإثنية والطبقية والقومية والدينية والجنسانية". ومن المتوقع أن يتناول مشروعها الحالي العلاقات بين علم الأعصاب والإعاقة والتنوع العصبي والهياكل الأسرية والنشاط.
العمل مع فاي جينسبيرج
يركز عمل راب مع المؤلفة المشاركة فاي جينسبيرج منذ فترة طويلة على الإعاقة، والتكاثر، والعلوم، والهياكل الاجتماعية. يتناول أحدث عمل لهما، "لم يمت بعد: تغيير تصورات الإعاقة في القرن الحادي والعشرين"، استمرار التفكير النسلي وكيفية تقاطعه مع الإعاقة والوعي العام. كما استكشف الثنائي "الوعي بالإعاقة والابتكار الثقافي في التعليم الخاص". جمع العمل السابق لراب وجينسبيرج، "تصور النظام العالمي الجديد: السياسات العالمية للتكاثر" ، مقالات متعددة بهدف وضع التكاثر في صميم النظرية الاجتماعية. في تلك المجموعة، تستذكر جينسبيرج وراب فكرة شيلي كولين عن "التكاثر الطبقي"، والتي يُعرّفانها على أنها: "علاقات القوة التي تُمكّن بعض فئات الناس من الرعاية والتكاثر، بينما يُحرم آخرون منها". تُحدد كارين سو تاوسيج أهمية التكاثر في الأنثروبولوجيا، وتُشير إلى الطبيعة شديدة التفرقة بين الجنسين لهذا التخصص: في المجموعة، 28 قطعة من تأليف إناث مع مؤلفين مشاركين من الذكور. أشادت كارولين سارجنت بالمجموعة "لأنها تتتبع بفعالية التقاطعات بين الديناميكيات العالمية والمنطق الثقافي المحلي والعلاقات الاجتماعية". وبالمثل، زعم عالم الأنثروبولوجيا روبي ديفيس فلويد أن العمل "يُمثل نضج أنثروبولوجيا التكاثر" وحدده كأحد أهم الأعمال في مجال أنثروبولوجيا التكاثر في ذلك الوقت. كما تم تحديد العمل على أنه يُسلط الضوء على التقاطعات بين التكاثر والقرابة والجسد والجنس.

## التأثير والاستقبال النقدي
يضم كتاب "نحو أنثروبولوجيا المرأة" (1975)، الذي حررته راب تحت اسم راينا رايتر، مقالات تبحث في الهياكل التاريخية التي تؤثر على النوع الاجتماعي وعدم المساواة عبر الثقافات، لكنه يفعل ذلك دون محاولة إثبات عالمية الأنوثة، وفقًا لجون ناش. ترى ناش أن المجموعة تعزز في الوقت نفسه دراسة وفهم كل من المرأة والأنثروبولوجيا.
في عام 1999، نشرت راب كتاب اختبار النساء، اختبار الجنين: التأثير الاجتماعي لبزل السلى في أمريكا، والذي وصفته أديل كلارك بأنه "يقدم مساهمات كبيرة ودائمة في علم الاجتماع والعلوم والتكنولوجيا، وعلم الاجتماع الطبي والأنثروبولوجيا، وطرق البحث، ودراسات المرأة، والنظرية النسوية، وعلم الوراثة السريرية، والطب، والتمريض." يدرس الكتاب آثار روتين تشخيص الجنين ويحلل أهميته الثقافية والاجتماعية في سياق الولايات المتحدة، ويفترض أن تجربة النساء الحوامل مع بزل السلى تتأثر بشدة بالجنس والعرق والطبقة. استعانت راب بتجربتها الشخصية مع بزل السلى في نهجها تجاه الكتاب، وشاركت في خمسة عشر عامًا من العمل الميداني والتواصل مع فنيي المختبرات وعلماء الوراثة ومجموعات الدعم (للنساء اللاتي أنهين الحمل والأسر التي لديها أطفال من ذوي الإعاقة) وأسر الأطفال المصابين بمتلازمة داون والمستشارين الوراثيين والنساء اللاتي خضعن لبزل السلى أو رفضن الاختبار وبعض الشركاء الذكور. تقترح راب أيضًا وجود روابط أيديولوجية بين حقوق الإجهاض ونشطاء حقوق ذوي الإعاقة، وتزعم أن المجتمع يجب أن يزرع تواصلًا أفضل بين "العالمين".

## الأوسمة والجوائز
- زمالة جون سيمون جوجنهايم 2014–15.[17]
- 2012 "توليد المجال: قصة الطوارئ" محاضرة مميزة / لوحة (آا آا آا).[28]
- محاضرة مميزة بمناسبة الذكرى المئوية لـ جي آا دي لعام 2002، الجمعية الأنثروبولوجية الأمريكية.[29]
- جائزة ديانا فورسيث لعام 1999، لجنة الأنثروبولوجيا للعلوم والتكنولوجيا والحوسبة.[8][30]
- جائزة باسكر للكتاب لعام 1999، جمعية الأنثروبولوجيا الطبية.[8]
- جائزة الكتاب الأول لعام 1999، الجمعية الإثنولوجية الأمريكية.[8]
- جائزة ستالي 2003، مدرسة الأبحاث الأمريكية.[9]

## روابط خارجية
- الملف التعريفي لجامعة نيويورك.